# Liokchma
La Liokchma (en russe : Лёкшма), dans le cours supérieur Tchelma(en russe : Лёкшма), est une rivière située dans le raïon de Kargopol dans l'oblast d'Arkhangelsk en Russie septentrionale. Affluent du lac Lactha, elle est longue de 73 kilomètres depuis le lac Liokchmozero, sa source.